# Scopula rufigrisea
Scopula rufigrisea là một loài bướm đêm trong họ Geometridae.